# Champigny-en-Beauce
Champigny-en-Beauce är en kommun i departementet Loir-et-Cher i regionen Centre-Val de Loire i de centrala delarna av Frankrike. Kommunen ligger i kantonen Herbault som tillhör arrondissementet Blois. År 2022 hade Champigny-en-Beauce 607 invånare.

## Befolkningsutveckling
Antalet invånare i kommunen Champigny-en-Beauce
| Referens: INSEE |